# 独州湖
独州湖是一个位于中国江西省余干县的湖泊，面积约为6平方千米，平均水深约为1.5米。